# تل بسطة
بوباستيس  (البحيري القبطي: Ⲡⲟⲩⲃⲁⲥ ϯبوبستي. اليونانية: Βούβαστις بوبستيس  أو Βούβαστος بوباستوس، والمعروفة أيضًا باللغة العربية باسم تل بسطة أو في اللغة المصرية باسم بير باست، كانت مدينة مصرية
قديمة. كثيرا ما حددت تل بسطة مع الكتاب المقدس بي-باسيث (بالعبرية: פי-בסת، حزقيال 30:17). كانت عاصمة بلادها الخاصة، وتقع على طول نهر النيل في منطقة الدلتا في مصر السفلى، وكانت معروفة كمركزعبادة للإلهة القط باستت، وبالتالي فهي المستودع الرئيسي في مصر لمومياوات القطط.
تقع أطلالها في ضواحي مدينة الزقازيق الحديثة.

## أصل الكلمة
اسم بوباستيس باللغة المصرية هي Pr-Bȝst.t ، وتُنطق تقليديًا بير باست وهي عبارة عن اسم مركب من اللغة المصرية وهو «منزل» واسم الإلهة باستيت؛ وبالتالي فإن العبارة تعني «بيت باست». يتم تقديمه Ⲡⲟⲩⲃⲁⲥ ϯ أو Ⲡⲟⲩⲁⲥ ϯ أو Ⲃⲟⲩⲁⲥ ϯ.

## تاريخ
بوباستس بمثابة عاصمة نوم أم خنت، لمصر الوجه البحري. كانت بوباستيس تقع جنوب غرب تانيس، على الجانب الشرقي لفرع نهر النيل. تم تخصيص نوم ومدينة بوباستيس كمدن حربية حدودية لمصر.أصبحت مقرًا ملكيًا بعد أن أصبح شوشنق الأول، أول حاكم ومؤسس الأسرة الثانية والعشرين، فرعونًا في عام 943 قبل الميلاد. كانت بوباستيس أوجها خلال هذه السلالة والثالثة والعشرين. تراجعت بعد غزو قمبيز الثاني في 525 قبل الميلاد، والذي كان بداية النهاية للأسرة 26 وبداية الإمبراطورية الأخمينية.
تألفت الأسرة الثانية والعشرون من الملوك المصريين من تسعة ملوك، أو حسب يوسابيوس من ثلاثة ملوك بوباستيين، وخلال فترة حكمهم كانت المدينة واحدة من أهم الأماكن في الدلتا. مباشرة إلى الجنوب من بوباستيس كانت حصص الأراضي التي كافأ بها بسامتيك الأول خدمات مرتزقته الأيونيين والكارانيين؛  وعلى الجانب الشمالي من المدينة بدأت قناة الفراعنة التي بدأها الفرعون نخو الثاني (لكن لم ينته) للذهاب بين النيل والبحر الأحمر.

### الحكم الفارسي والانحدار
بعد أن استولى الفرس على بوباستيس، هُدمت جدرانها. من هذه الفترة، تدهورت أحوالها تدريجياً، على الرغم من ظهورإسمها في السجلات الكنسية بين الملفات الأسقفية في مقاطعة أوغستا ميكا سيكوندا. توجد عملات البوبستيت من عصر هادريان. فيما يلي الوصف الذي قدمه هيرودوت لبوباستيس، كما ظهر بعد فترة وجيزة من الغزو الفارسي، 525 قبل الميلاد، ويلاحظ هاملتون أن مخطط الأنقاض يضمن بشكل ملحوظ دقة شاهد العيان التاريخي هذا:
«المعابد هناك أكثر اتساعًا وتكلفة من معابد بوباستيس، ولكن لا يوجد أي منها ممتع للغاية. إنه بعد الموضة التالية. باستثناء المدخل، فهو محاط بالمياه: لأن قناتين تتفرعان من النهر، وتمتدان حتى مدخل المعبد: ومع ذلك، لا تختلط أي من القناة بالأخرى، لكن إحداهما تجري على هذا الجانب والأخرى على الذي - التي. يبلغ عرض كل قناة مائة قدم وتنتشر الأشجار على ضفافها. يبلغ ارتفاع البروبيليا ستين قدمًا، وهي مزينة بمنحوتات (ربما نقش بارز) بارتفاع تسعة أقدام، وبصنعة ممتازة. يتم النظر إلى الهيكل في وسط المدينة من جميع الجهات وأنت تتجول؛ وهذا يأتي من المدينة التي أقيمت، في حين أن الهيكل نفسه لم يتحرك، بل بقي في مكانه الأصلي. حول المعبد يوجد جدار مزين بالمنحوتات. داخل العلبة يوجد بستان من الأشجار الطويلة الجميلة، مزروعة حول مبنى كبير فيه تمثال (باست). شكل هذا المعبد مربع، كل جانب عبارة عن ملعب في الطول. يوجد في خط المدخل طريق مبني من الحجر يبلغ طوله حوالي ثلاثة ملاعب، ويؤدي شرقاً عبر السوق العام. يبلغ عرض الطريق حوالي 400 قدم (120 م)، وتحيط به أكثر من الأشجار العالية. يؤدي إلى معبد هيرميس.»

## مكانتها الدينية
كانت بوباستيس مركزًا لعبادة الإلهة القط باستت، والتي تسمى أحيانًا بوباستيس على اسم المدينة، والتي حددها الإغريق مع أرتميس. كانت القطة هي حيوان الباست المقدس والغريب، والذي يتم تمثيله برأس قطة أو لبؤة وغالبًا ما يصاحب الإله بتاح في النقوش الأثرية. وبناءً على ذلك، كانت المقابر في بوباستيس هي المستودع الرئيسي لمومياوات القط في مصر.
كانت أبرز معالم المدينة بوباستيس هي أوراكل باست، والمعبد الرائع لتلك الإلهة والموكب السنوي على شرفها. اكتسبت أوراكل شعبية وأهمية بعد تدفق المستوطنين اليونانيين إلى الدلتا، حيث جذب التعرف على باست مع أرتميس إلى ضريحها كل من المصريين الأصليين والأجانب.
كان مهرجان بوباستيس الأكثر بهجة وروعة على الإطلاق في التقويم المصري كما وصفه هيرودوت:
«المراكب والمراكب النهرية من كل وصف، المليئة بالرجال والنساء، كانت تطفو على مهل أسفل النيل. كان الرجال يلعبون على غليون اللوتس. كانت النساء على الصنوج والدفوف، مثل عدم وجود آلات مصحوبة بالموسيقى بالتصفيق بالأيدي والرقصات وغيرها من الإيماءات المبهجة. هكذا فعلوا وهم على ضفاف النهر: ولكن لما جاءوا إلى بلدة على ضفافها، تم تسريع المراكب، ونزل الحجاج، وغنت النساء، واستهزأت بنساء تلك البلدة، وألقت ثيابهن على رؤوسهن. عندما وصلوا إلى بوباستيس، أقاموا احتفالًا مهيبًا بشكل عجيب: وشرب نبيذ العنب في تلك الأيام أكثر من بقية العام. كان هذا هو أسلوب هذا العيد: ويقال إن ما يصل إلى سبعمائة ألف حاج معروف بالاحتفال بعيد باست في نفس الوقت.»

## إيبارشية مسيحية
تذكر الوثائق الموجودة أسماء ثلاثة أساقفة مسيحيين لبوباستيس في القرنين الرابع والخامس:
هاربو كاربوس، أحد الأساقفة المرسوم بواسطة ميليتيوس من ليكوبوليس المدرج في 325
حرمون، الذي عاصر أثناسيوس الأسكندري، حوالي عام 362
يوليانوس في مجمع أفسس الثاني عام 449 

## الحفريات
تم اكتشاف قبر وزير الدولة الحديثة الراحل لوتي في ديسمبر 1964 في «مقبرة النبلاء» في بوباستيس من قبل عالم الآثار المصري شفيق فريد.